# Paolo Pellegrin
Pour les articles homonymes, voir Pellegrin.
Paolo Pellegrin (né en 1964 à Rome, Italie) est un photographe italien.

## Biographie
Paolo Pellegrin a étudié à l'institut de photographie à Rome. Ensuite il a travaillé en photojournaliste international pour des publications diverses. 
Il a été nommé à Magnum Photos en 2001 et est devenu membre en 2005. Pellegrin est photographe en contrat pour le magazine Newsweek. 
Pellegrin vit actuellement à Londres.
En 2013, l'association Reporters sans frontières publie un album photo consacré aux plus grands clichés de Paolo Pellegrin.

## Expositions
Liste non exhaustive

### Expositions individuelles
- Maison Européenne de la Photographie, France, 2012.
- Les Rencontres d'Arles, France, 2008.
- La Galerie de l'Instant, Paris, 2009
- Broken Lansdscape, Museo di Roma in Trastevere 31.05. - 09.09.2007
- Traces of War, Malmö Museer 19.11.05 - 19.02.2006
- The War of Desires, Maison de Photographie, Moscou
- Israel and Palestine, à Bildens Hus fotomuseet Sundsvall 10.09. - 11.09.2004

### Expositions collectives
- Apocalypse: Contemporary visions à la Candace Dwan Gallery, New York 30.05. - 27.07.2007
- FotoGrafia. Festival Internazionale di Roma, à Zone Attive s.r.l. 06.04. - 03.06.2007
- Turkey by Magnum, à Istanbul Modern 15.02. - 20.05.2007

## Prix et récompenses
- Il a reçu le Prix W. Eugene Smith 2006 et le Prix World Press Photo 2007.

- Photographe de l'année de Pictures of the Year en 2013 à l'occasion des 70 ans du concours[3].

- Antonio Russo National Prize for War Reportage 2007
- "City of Gijón" Prix international de photojournalisme 2007
- Leica European Publishers Award for Photography 2007, pour Alors que je mourais...
- World Press Photo 1st Prize General News 2007
- Prix Robert Capa Gold Medal, 2006
- World Press Photo 1st Prize Portraits 2006
- World Press Photo 2d Prize General News 2005
- Olivier Rebbot Award Overseas Press Club, USA 2004
- Prix Pesaresi 2003
- Prix Hansel-Mieth 2002
- Leica Medal of Excellence 2001
- Hasselblad Foundation Grant for Photography 2000
- World Press Photo 1st Prize People in the News 2000
- World Press Photo 3rd Prize Portraits 1999

## Publications
- Paolo Pellegrin, Alors que je mourais, Arles, Actes sud, 2007 (ISBN 9782742770137)
- Paolo Pellegrin, Scott Anderson : Double Blind : War in Lebanon 2006, Trolley, 2007
- Paolo Pellegrin : Kosovo 1999 - 2000 - The Flight of Reason, Trolley, 2002
- L'Au-delà est là, Le Point du Jour, 2001
- Cambogia, Federico Motta Editore, 1998
- Paolo Pellegrin, t. 42, Reporters sans frontières (RSF) / édition illustrée, coll. « 100 photos pour la liberté de la presse », 2 mai 2013, 144 p. (ISBN 978-2362200182)[4].